# 岡山天体物理観測所
岡山天体物理観測所（おかやまてんたいぶつりかんそくじょ）は、岡山県浅口市と同県小田郡矢掛町にまたがる竹林山山頂付近にあった天文台。1960年に「東京大学附属東京天文台岡山天体物理観測所」として開所、1988年に東京天文台が国立天文台に改組されてからも国立天文台によって運用されたが、2018年3月31日にCプロジェクトとして終了した。2018年4月以降も、観測施設は国立天文台ハワイ観測所岡山分室によって管理され、共同研究グループによって機器の保全及び利用がなされている。

## 沿革
1960年に萩原雄祐らの尽力により開所された。当地は晴天率が高く、竹林寺山頂（海抜・標高372m）に位置しているため気流等が安定しており、光・赤外観測にはうってつけの場所であったため設営に至った。また標高が低いため、山頂への道路等も当時には既に整備されており、観測施設の建設及び精密望遠鏡の運搬・調整などにおいて支障をきたさない点が評価されたことが設営の理由となった。
- 1953年（昭和28年） 日本学術会議で、大型天体望遠鏡設置に関する要望を行う。
- 1954年（昭和29年） 望遠鏡設置場所の調査開始（気象資料調査、星像実地測定観測）
- 1956年（昭和31年） 竹林山山頂に、観測施設の設置を決定する
- 1958年（昭和33年） 188cmドーム、91cmドーム施設の建設開始
- 1959年（昭和34年） 91cm反射望遠鏡完成
- 1960年（昭和35年） 東京大学附属東京天文台岡山天体物理観測所 開所
- 1962年（昭和37年） 188cm反射望遠鏡、91cm反射望遠鏡の本格観測開始
- 1968年（昭和43年） 65cmクーデ式太陽望遠鏡完成
- 1984年（昭和59年） 第1回「岡山天体物理観測所ユーザーミーティング」実施
- 1988年（昭和63年） 東京天文台が国立天文台に改組
- 2004年（平成16年） 大学共同利用機関法人・自然科学研究機構・国立天文台に改組。
- 2017年（平成29年） 12月28日、全ての全国大学共同利用を終了[3]。
- 2018年（平成30年） 3月31日、プロジェクト終了[2]。

## 施設概要
- 駐車場 - 岡山天文博物館の隣
- 入り口守衛所（天体観望会などの受付）
- 本館 -研究棟-
  - 事務室
  - 宿直室
  - 研究解析室
- 188cm天体望遠鏡ドーム棟
  - クーデ焦点室
  - 鏡面洗浄・メッキ室
- 91cm天体望遠鏡ドーム棟
  - 赤外線観測室
- 50cm天体望遠鏡ドーム棟
  - 元太陽望遠鏡棟

## 観測所の望遠鏡

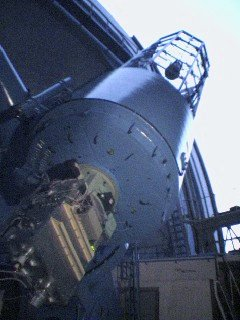
ドーム内観測室付近から見上げた188cm反射望遠鏡

- 188cm反射望遠鏡：グラッブ・パーソンズ社製[4]。ニュートン焦点、カセグレン焦点、クーデ焦点の三つの焦点を持ち、観測目的・観測装置によって使い分ける[4]。クーデ焦点に置かれた高分散エシェル分光器 (HIDES, HIgh Dispersion Echelle Spectrograph) を使った恒星の分光観測が精力的に行われた。
- 91cm反射式望遠鏡：日本光学工業（現：株式会社ニコン）製の、国産1号機となる大型反射式天体望遠鏡。2003年10月に運用を停止し、超広視野赤外線カメラへの改造が行われている。
- 50cm反射式望遠鏡：MITSuME望遠鏡 (Multicolor Imaging Telescopes for Survey and Monstrous Explosions) として設置された望遠鏡[5]。ガンマ線バースト観測専用の望遠鏡として、東京工業大学のグループと共同で運用を行っている。完全自動制御によって、東京大学宇宙線研究所明野観測所（山梨県）の50cm望遠鏡と共に連動観測が行われている。Gバンド（480nm）、Rバンド（650nm) 、Iバンド(800nm) の3バンドの画像を同時に得ることができる[5]。
- 65cmクーデ型太陽望遠鏡（運用停止） 主に太陽表面の磁場活動を観測していたが、国立天文台三鷹キャンパスに太陽磁場観測専用の望遠鏡が設置されたため、そちらに研究の主体が移った。国内における太陽光学観測の拠点としては京都大学理学研究科附属飛騨天文台（岐阜県）がある。

## 業務解説
共同利用観測は年2回公募されていた。188cm望遠鏡では、HIDESや赤外線多目的カメラ (ISLE) が稼動しており、主として光学分光観測と赤外線観測の共同利用観測が行われた。

## 主な観測成果
- シューメーカー・レヴィ第9彗星の木星への衝突を観測。
- MITSuME望遠鏡が120億光年かなたのガンマ線バーストの残光観測に成功。
- HD 104985と呼ばれる巨星に太陽系外惑星を発見。
- HD 1605、HD 1666、HD 67087という3つの恒星に計5つの太陽系外惑星を発見。

## 一般公開
188cmドーム付近は観測所に隣接している岡山天文博物館の開館時間内（9:00～16:30）で見学が可能となっており、188cm反射望遠鏡はガラス越しに見学できる。188cm反射望遠鏡ドーム以外の施設の一般公開は行っておらず、立ち入り禁止となっている。

## 所在地
- 岡山県浅口市鴨方町本庄3037-5
  - 交通：JR西日本・山陽本線・鴨方駅下車、タクシーで25分。